# Effiegene Locke Wingo
Effiegene Locke Wingo, née le 13 avril 1883 à Lockesburg (Arkansas) et morte le 19 septembre 1962 à Burlington (Ontario), est une femme politique américaine membre du Parti démocrate, élue à la Chambre des représentants des États-Unis en 1930 pour l'Arkansas. Elle est la deuxième femme élue au Congrès pour cet État.

## Biographie
Née en avril 1883 à Lockesburg dans l'Arkansas, elle est l'aînée des sept enfants d'un couple d'Irlandais et est l'arrière-arrière-arrière petite-fille de Matthew Locke (en). Elle obtient un diplôme de musique à l'Union Female College à Oxford (Mississippi) puis un bachelor of Arts du Maddox Seminary de Little Rock (Arkansas) en 1901.
Effiegene Locke épouse Otis Wingo (en) le 15 octobre 1902, avant que celui-ci soit élu au Sénat de l'Arkansas entre 1907 et 1909. En 1912, il est élu pour représenter l'Arkansas à la Chambre des représentants des États-Unis, poste qu'il conserve durant huit réélections successives. Pendant ses années actives, sa femme sert en tant que secrétaire. En 1926, il est victime d'un accident de voiture qui le laisse sévèrement blessé et oblige Effigiene Locke Wingo à devenir plus active sur la scène politique jusqu'à la mort de ce dernier lors d'une opération de la vésicule biliaire le 21 octobre 1930 à Baltimore. Suivant les souhaits de son époux, les comités centraux démocrates et républicains de l'État la choisissent pour remplacer son époux à la Chambre une semaine après son décès. N'ayant aucun adversaire, elle est élue simultanément le 4 novembre 1930 pour terminer le mandat de son époux (1929-1931) ainsi que pour son premier mandat complet (1931-1933) avec 21 700 votes.
Le début de son mandat est touché par les effets de la Grande Dépression et de plusieurs désastres naturels dans le pays. Elle décide alors d'arrêter ses activités à Washington pour venir en aide à son district grâce à l'aide de ses connexions dans la ville et de la Croix-Rouge américaine. Très impliquée dans la vie de l'Arkansas, Effiegene Wingo milite pour la création de ponts ferroviaires, d'un hôpital pour vétérans et d'un immeuble fédéral ainsi que de la création du Ouachita National Park. Elle ne se présente pas à sa propre réélection en 1932 et fonde le National Institute for Public Affairs qui offre aux étudiants des opportunités de stage dans le service public.
Vivant à De Queen (Arkansas), elle meurt à Burlington (Ontario) le 19 septembre 1962 alors qu'elle est en visite auprès de son fils. Elle est enterrée au cimetière de Rock Creek à Washington.